# 留真温泉
留真温泉（るしんおんせん）は、北海道十勝郡浦幌町留真にある温泉。

## 泉質
- 単純硫黄泉（アルカリ性低張性低温泉）
  - 源泉温度 29.5℃、pH 9.8（アルカリ性）、湧出量 314L/min（自噴）
  - 無色透明、無味、無臭[1]

## 温泉地
留真川沿いの山中に、浦幌町営の日帰り入浴施設「うらほろ留真温泉」がある。温泉施設は加温掛け流しで、男女別に内風呂・露天風呂・サウナ風呂を備える。付設のコテージでの宿泊も可能。
当温泉地は北海道道947号留真線の起点であると同時に、道東スーパー林道の西の入り口ともなっている。

## 歴史
1901年（明治34年）ごろ発見された。当時は近隣の人々が農閑期に利用していた。1915年（大正4年）温泉旅館が建設されたが、その後浦幌炭鉱の閉山で客が減り閉館した。
1965年（昭和40年）に新たにボーリングし、翌年から温泉旅館が再開した。経営者を変えながら営業が続けられたが2005年（平成17年）11月から休館となった。
2011年（平成23年）3月14日、浦幌町が日帰り入浴施設を新築し、営業を再開した。

## アクセス
道東自動車道浦幌ICから車で30分。
浦幌町内各地から、無料の送迎バスがある。